# اونشوف (ناحیه پلهریموف)
اونشوف (به چکی: Onšov) یک منطقهٔ مسکونی در جمهوری چک است که در ناحیه پلهریموو واقع شده‌است. اونشوف ۹٫۹۸ کیلومتر مربع مساحت و ۲۲۴ نفر جمعیت دارد و ۴۴۸ متر بالاتر از سطح دریا واقع شده‌است.